# DNA World Tour
DNA World Tour fue la duodécima gira musical del grupo estadounidense Backstreet Boys, que apoya su álbum DNA (2019). La gira incluyó más de 150 espectáculos en América, Europa, África, Asia y Australia. Fue la novena gira más taquillera de 2019, con 999 242 asistentes en 95 espectáculos e ingresos totales por 92 310 105 $.
El 19 de mayo de 2020, los Backstreet Boys anunciaron que la gira ha sido suspendida hasta 2021 debido a la pandemia de enfermedad por coronavirus.
El 2 de marzo de 2021 anunciaron que la gira para Australia y Nueva Zelanda sería postergada para marzo de 2022, posteriormente la gira de Norteamérica que se había postergado para el 2021 se aplazó hasta 2022, dando prioridad nuevamente a la salud.
El 2 de noviembre de 2021 a través de un video anunciaron que la gira de Australia y Nueva Zelanda nuevamente se postergaría para el 2023 por temas del COVID-19.
En agosto de 2024 se anunció que llevarían a cabo espectáculos adicionales.

## Antecedentes
Las fechas del tour de Europa y Norteamérica fueron anunciadas el 9 de noviembre de 2018; este anuncio también incluyó un video en su cuenta oficial de Youtube el mismo día. Las ventas de los boletos para Norteamérica comenzaron el 10 de noviembre para fanes y el 14 de noviembre para público general, mientras que para Europa comenzaron el 13 de noviembre para fanes y el 16 para público general. Las fechas para Asia fueron anunciadas el 25 de marzo de 2019.

## Teloneros
- KnowleDJ (solo Europa)[5]
- Baylee Littrell (algunas fechas de Norteamérica)[6]
- Delta Goodrem (algunas fechas de Norteamérica)[7]

## Setlist
1. Intro / "Everyone" / "I Wanna Be With You
2. "The Call"
3. "Don't Want You Back"
4. "Nobody Else (Parcial/Brian Solo)"
5. "New Love"
6. "Get Down (You're The One For Me)"
7. "Chateau (Parcial/Howie Solo)"
8. "Show Me the Meaning of Being Lonely"
9. "Incomplete"
10. "Undone"
11. "More Than That"
12. "The Way It Was (Parcial/Nick Solo)"
13. "Chances"
14. "Shape Of My Heart"
15. "Drowning"
16. "Passionate (Parcial/AJ y Kevin Solos)"
17. "Quit Playing Games (With My Heart)"
18. "As Long As You Love Me"
19. "No Place"
20. "Anywhere For You" (A capela )
21. "Breathe (A capela)"
22. "Don't Wanna Lose You Now"
23. "I'll Never Break Your Heart"
24. "All I Have To Give"
25. "Everybody"
26. "We've Got It Goin' On"
27. "It's Gotta Be You
28. "That's The Way I Like It"
29. "Get Another Boyfriend"
30. "The One"
31. "I Want It That Way"

Encore:
1. "Don't Go Breaking My Heart"
2. "Larger Than Life"

#### Nota
La versión en español de "Anywhere For You" se realizó en América Latina excepto en Brasil.

## Fechas
| 11 de mayo de 2019          | Lisboa                              | Portugal        | Altice Arena                            |                  |             |  |
| 13 de mayo de 2019          | Madrid                              | España          | WiZink Center                           | 14 985 / 15 053  | $ 1 179 687 |  |
| 15 de mayo de 2019          | Milán                               | Italia          | Mediolanum Forum                        |                  |             |  |
| 17 de mayo de 2019          | Barcelona                           | España          | Palau Sant Jordi                        | 17 475 / 17 732  | $ 1 437 102 |  |
| 19 de mayo de 2019          | París                               | Francia         | AccorHotels Arena                       | 7899 / 9000      | $ 716 161   |  |
| 21 de mayo de 2019          | Hannover                            | Alemania        | TUI Arena                               |                  |             |  |
| 22 de mayo de 2019          | Amberes                             | Bélgica         | Sportpaleis                             |                  |             |  |
| 23 de mayo de 2019          | Ámsterdam                           | Países Bajos    | Ziggo Dome                              |                  |             |  |
| 25 de mayo de 2019          | Mannheim                            | Alemania        | SAP Arena                               |                  |             |  |
| 27 de mayo de 2019          | Múnich                              | Alemania        | Olympiahalle                            | 12 784 / 12 784  | $ 1 067 464 |  |
| 28 de mayo de 2019          | Viena                               | Austria         | Wiener Stadthalle                       | 13 097 / 13 137  | $ 1 116 458 |  |
| 29 de mayo de 2019          | Berlín                              | Alemania        | Mercedes-Benz Arena                     | 13 809 / 13 809  | $ 1 191 173 |  |
| 31 de mayo de 2019          | Gotemburgo                          | Suecia          | Scandinavium                            | 11 396 / 12 119  | $ 908 863   |  |
| 1 de junio de 2019          | Oslo                                | Noruega         | Oslo Spektrum                           | 8701 / 8701      | $ 675 124   |  |
| 2 de junio de 2019          | Estocolmo                           | Suecia          | Ericsson Globe                          | 13 458 / 13 458  | $ 942 771   |  |
| 5 de junio de 2019          | Helsinki                            | Finlandia       | Hartwall Arena                          | 11 121 / 11 173  | $ 859 674   |  |
| 8 de junio de 2019          | Copenhague                          | Dinamarca       | Royal Arena                             | 15 505 / 15 529  | $ 1 341 684 |  |
| 10 de junio de 2019         | Mánchester                          | Reino Unido     | Manchester Arena                        | 13 489 / 13 534  | $ 1 028 880 |  |
| 11 de junio de 2019         | Dublín                              | Irlanda         | 3Arena                                  | 12 439 / 12 484  | $ 979 046   |  |
| 14 de junio de 2019         | Glasgow                             | Reino Unido     | The Hydro                               | 8557 / 9223      | $ 764 074   |  |
| 15 de junio de 2019         | Birmingham                          | Reino Unido     | Arena Birmingham                        | 12 070 / 12 463  | $ 996 821   |  |
| 17 de junio de 2019         | Londres                             | Reino Unido     | The O2 Arena                            | 29 164 / 31 600  | $ 2 683 200 |  |
| 18 de junio de 2019         | Londres                             | Reino Unido     | The O2 Arena                            | 29 164 / 31 600  | $ 2 683 200 |  |
| 20 de junio de 2019         | Colonia                             | Alemania        | Lanxess Arena                           | 16 447 / 16 447  | $ 1 347 673 |  |
| 21 de junio de 2019         | Zúrich                              | Suiza           | Hallenstadion                           | 13 506 / 13 506  | $ 1 169 365 |  |
| 22 de junio de 2019         | Praga                               | República Checa | O2 Arena                                | 13 168 / 13 618  | $ 971 117   |  |
| 24 de junio de 2019         | Varsovia                            | Polonia         | Torwar Hall                             |                  |             |  |
| 25 de junio de 2019         | Budapest                            | Hungría         | Budapest Sports Arena                   | 12 872 / 12 922  | $ 865 075   |  |
| Etapa II - Norteamérica     |                                     |                 |                                         |                  |             |  |
| 12 de julio de 2019         | Washington D. C.                    | Estados Unidos  | Capital One Arena                       | 13 397 / 13 397  | $ 1 388 801 |  |
| 14 de julio de 2019         | Ottawa                              | Canadá          | Ottawa Bluesfest                        |                  |             |  |
| 15 de julio de 2019         | Montreal                            | Canadá          | Centre Bell                             | 15 513 / 16 849  | $ 1 188 160 |  |
| 17 de julio de 2019         | Toronto                             | Canadá          | Scotiabank Arena                        | 14 604 / 14 604  | $ 1 431 090 |  |
| 20 de julio de 2019         | Saint Paul                          | Estados Unidos  | Xcel Energy Center                      | 15 029 / 15 029  | $ 1 469 180 |  |
| 22 de julio de 2019         | Winnipeg                            | Canadá          | Bell MTS Place                          | 11 416 / 11 416  | $ 1 058 990 |  |
| 24 de julio de 2019         | Calgary                             | Canadá          | Scotiabank Saddledome                   | 12 369 / 12 369  | $ 1 125 620 |  |
| 25 de julio de 2019         | Edmonton                            | Canadá          | Rogers Place                            | 14 109 / 14 109  | $ 1 408 408 |  |
| 27 de julio de 2019         | Vancouver                           | Canadá          | Rogers Arena                            | 14 169 / 14 169  | $ 1 414 670 |  |
| 29 de julio de 2019         | Everett                             | Estados Unidos  | Angel of The Winds Arena                |                  |             |  |
| 30 de julio de 2019         | Portland                            | Estados Unidos  | Moda Center                             | 13 336 / 13 587  | $ 1 100 429 |  |
| 1 de agosto de 2019         | Sacramento                          | Estados Unidos  | Golden 1 Center                         | 12 448 / 12 823  | $ 1 140 689 |  |
| 3 de agosto de 2019         | Los Ángeles                         | Estados Unidos  | Staples Center                          | 14 158 / 14 158  | $ 1 399 194 |  |
| 4 de agosto de 2019         | San José                            | Estados Unidos  | SAP Center                              | 13 112 / 13 478  | $ 1 328 286 |  |
| 5 de agosto de 2019         | Anaheim                             | Estados Unidos  | Honda Center                            | 12 537 / 12 945  | $ 1 089 354 |  |
| 7 de agosto de 2019         | Salt Lake City                      | Estados Unidos  | Vivint Smart Home Arena                 |                  |             |  |
| 8 de agosto de 2019         | Denver                              | Estados Unidos  | Pepsi Center                            | 12 489 / 12 978  | $ 1 073 489 |  |
| 10 de agosto de 2019        | Chicago                             | Estados Unidos  | United Center                           | 14 971 / 15 311  | $ 1 425 918 |  |
| 12 de agosto de 2019        | Detroit                             | Estados Unidos  | Little Caesars Arena                    | 13 886 / 14 140  | $ 1 253 265 |  |
| 14 de agosto de 2019        | Boston                              | Estados Unidos  | TD Garden                               | 13 075 / 13 442  | $ 1 265 642 |  |
| 15 de agosto de 2019        | Brooklyn                            | Estados Unidos  | Barclays Center                         | 14 846 / 15 243  | $ 2 003 988 |  |
| 17 de agosto de 2019        | Philadelphia                        | Estados Unidos  | Wells Fargo Center                      | 14 916 / 15 307  | $ 1 098 765 |  |
| 20 de agosto de 2019        | Raleigh                             | Estados Unidos  | PNC Arena                               |                  |             |  |
| 21 de agosto de 2019        | Atlanta                             | Estados Unidos  | State Farm Arena                        | 11 162 / 11 588  | $ 963 825   |  |
| 23 de agosto de 2019        | Fort Lauderdale                     | Estados Unidos  | BB&T Center                             | 13 538 / 13 806  | $ 1 283 152 |  |
| 24 de agosto de 2019        | Orlando                             | Estados Unidos  | Amway Center                            |                  |             |  |
| 26 de agosto de 2019        | Nashville                           | Estados Unidos  | Bridgestone Arena                       |                  |             |  |
| 27 de agosto de 2019        | Memphis                             | Estados Unidos  | FedExForum                              |                  |             |  |
| 28 de agosto de 2019        | Tulsa                               | Estados Unidos  | BOK Center                              |                  |             |  |
| 30 de agosto de 2019        | New Orleans                         | Estados Unidos  | Smoothie King Center                    |                  |             |  |
| 31 de agosto de 2019        | Houston                             | Estados Unidos  | Toyota Center                           | 12 305 / 12 588  | $ 1 311 015 |  |
| 1 de septiembre de 2019     | Dallas                              | Estados Unidos  | American Airlines Center                | 13 701 / 14 316  | $ 1 368 950 |  |
| 3 de septiembre de 2019     | Lafayette                           | Estados Unidos  | Cajundome                               | 7628 / 9714      | $ 389 476   |  |
| 4 de septiembre de 2019     | Birmingham                          | Estados Unidos  | Legacy Arena                            | 10 489 / 12 125  | $ 714 334   |  |
| 6 de septiembre de 2019     | Saint Louis                         | Estados Unidos  | Scottrade Center                        | 13 496 / 13 888  | $ 1 000 053 |  |
| 7 de septiembre de 2019     | Kansas City                         | Estados Unidos  | Sprint Center                           | 13 474 / 13 800  | $ 1 030 370 |  |
| 8 de septiembre de 2019     | Omaha                               | Estados Unidos  | CHI Health Center Omaha                 | 12 270 / 14 001  | $ 788 052   |  |
| 10 de septiembre de 2019    | Indianápolis                        | Estados Unidos  | Bankers Life Fieldhouse                 | 12 269 / 12 755  | $ 785 651   |  |
| 11 de septiembre de 2019    | Milwaukee                           | Estados Unidos  | Fiserv Forum                            | 11 601 / 11 854  | $ 1 062 379 |  |
| 13 de septiembre de 2019    | Louisville                          | Estados Unidos  | KFC Yum! Center                         | 14 907 / 14 907  | $ 1 224 299 |  |
| 14 de septiembre de 2019    | Pittsburgh                          | Estados Unidos  | PPG Paints Arena                        | 13 960 / 13 960  | $ 1 221 912 |  |
| 15 de septiembre de 2019    | Newark                              | Estados Unidos  | Prudential Center                       | 13 023 / 13 023  | $ 1 879 908 |  |
| 16 de septiembre de 2019    | Hershey                             | Estados Unidos  | Hersheypark Stadium                     | 19 780 / 24 879  | $ 1 254 853 |  |
| Etapa III - Asia            |                                     |                 |                                         |                  |             |  |
| 16 de octubre de 2019       | Osaka                               | Japón           | Osaka-jō Hall                           |                  |             |  |
| 19 de octubre de 2019       | Macao                               | China           | Cotai Arena                             |                  |             |  |
| 22 de octubre de 2019       | Taipéi                              | Taiwán          | Nangang Exhibition Hall                 |                  |             |  |
| 24 de octubre de 2019       | Bangkok                             | Tailandia       | Impact Arena                            |                  |             |  |
| 26 de octubre de 2019       | Yakarta                             | Indonesia       | Jakarta International Expo              |                  |             |  |
| 28 de octubre de 2019       | Manila                              | Filipinas       | Mall of Asia Arena                      |                  |             |  |
| 30 de octubre de 2019       | Singapur                            | Singapur        | Singapore Indoor Stadium                |                  |             |  |
| Etapa IV - Hawái            |                                     |                 |                                         |                  |             |  |
| 2 de noviembre de 2019      | Honolulu                            | Estados Unidos  | Neal Blaisdell Center                   | 23 134 / 23 558  | $ 2 750 256 |  |
| 3 de noviembre de 2019      | Honolulu                            | Estados Unidos  | Neal Blaisdell Center                   | 23 134 / 23 558  | $ 2 750 256 |  |
| 5 de noviembre de 2019      | Honolulu                            | Estados Unidos  | Neal Blaisdell Center                   | 23 134 / 23 558  | $ 2 750 256 |  |
| 6 de noviembre de 2019      | Honolulu                            | Estados Unidos  | Neal Blaisdell Center                   | 23 134 / 23 558  | $ 2 750 256 |  |
| Etapa V - Latinoamérica     |                                     |                 |                                         |                  |             |  |
| 20 de febrero de 2020       | Ciudad de México                    | México          | Palacio de los Deportes                 | 43 370 / 43 767  | $ 3 560 696 |  |
| 21 de febrero de 2020       | Ciudad de México                    | México          | Palacio de los Deportes                 | 43 370 / 43 767  | $ 3 560 696 |  |
| 22 de febrero de 2020       | Ciudad de México                    | México          | Palacio de los Deportes                 | 43 370 / 43 767  | $ 3 560 696 |  |
| 24 de febrero de 2020       | Monterrey                           | México          | Arena Monterrey                         |                  |             |  |
| 25 de febrero de 2020       | Monterrey                           | México          | Arena Monterrey                         |                  |             |  |
| 26 de febrero de 2020       | Guadalajara                         | México          | Arena VFG                               | 11 814 / 11 891  | $ 751 043   |  |
| 28 de febrero de 2020       | San José                            | Costa Rica      | Parque Vivas                            |                  |             |  |
| 1 de marzo de 2020          | Bogotá                              | Colombia        | Movistar Arena                          |                  |             |  |
| 2 de marzo de 2020          | Bogotá                              | Colombia        | Movistar Arena                          |                  |             |  |
| 4 de marzo de 2020          | Santiago                            | Chile           | Estadio Bicentenario de La Florida      | ~25 000 / 25 000 |             |  |
| 5 de marzo de 2020          | Santiago                            | Chile           | Estadio Bicentenario de La Florida      |                  |             |  |
| 7 de marzo de 2020          | Buenos Aires                        | Argentina       | Campo Argentino de Polo                 | ~30 000 / 30 000 |             |  |
| 8 de marzo de 2020          | Montevideo                          | Uruguay         | Antel Arena                             |                  |             |  |
| 9 de marzo de 2020          | Montevideo                          | Uruguay         | Antel Arena                             |                  |             |  |
| 11 de marzo de 2020         | Uberlândia                          | Brasil          | Arena Sabiazinho                        |                  |             |  |
| 13 de marzo de 2020         | Río de Janeiro                      | Brasil          | Jeunesse Arena                          |                  |             |  |
| Etapa VI - Norteamérica (2) |                                     |                 |                                         |                  |             |  |
| 8 de abril de 2022          | Las Vegas                           | Estados Unidos  | The Colosseum at Caesars Palace         |                  |             |  |
| 9 de abril de 2022          | Las Vegas                           | Estados Unidos  | The Colosseum at Caesars Palace         |                  |             |  |
| 15 de abril de 2022         | Las Vegas                           | Estados Unidos  | The Colosseum at Caesars Palace         |                  |             |  |
| 16 de abril de 2022         | Las Vegas                           | Estados Unidos  | The Colosseum at Caesars Palace         |                  |             |  |
| 4 de junio de 2022          | Chula Vista                         | Estados Unidos  | North Island Credit Union Amphitheatre  |                  |             |  |
| 5 de junio de 2022          | Irvine (California)                 | Estados Unidos  | FivePoint Amphitheater                  |                  |             |  |
| 7 de junio de 2022          | Los Ángeles                         | Estados Unidos  | Hollywood Bowl                          |                  |             |  |
| 9 de junio de 2022          | Phoenix                             | Estados Unidos  | AK-Chin Pavilion                        |                  |             |  |
| 11 de junio de 2022         | Albuquerque                         | Estados Unidos  | Isleta Amphitheater                     |                  |             |  |
| 13 de junio de 2022         | Austin                              | Estados Unidos  | Germania Insurance Amphitheater         |                  |             |  |
| 14 de junio de 2022         | The Woodlands (Texas)               | Estados Unidos  | Cynthia Woods Mitchell Pavilion         |                  |             |  |
| 15 de junio de 2022         | Irving                              | Estados Unidos  | Toyota Music Factory                    |                  |             |  |
| 17 de junio de 2022         | Rogers (Arkansas)                   | Estados Unidos  | Walmart Arkansas Music Pavilion         |                  |             |  |
| 20 de junio de 2022         | Jacksonville                        | Estados Unidos  | Vystar Veterans Memorial Arena          |                  |             |  |
| 21 de junio de 2022         | Tampa                               | Estados Unidos  | MidFlorida Credit Union Amphitheatre    |                  |             |  |
| 22 de junio de 2022         | West Palm Beach                     | Estados Unidos  | iTHINK Financial Amphitheatre           |                  |             |  |
| 24 de junio de 2022         | Charlotte                           | Estados Unidos  | PNC Music Pavilion                      |                  |             |  |
| 25 de junio de 2022         | Raleigh                             | Estados Unidos  | Walnut Creek Amphitheatre               |                  |             |  |
| 28 de junio de 2022         | Alpharetta                          | Estados Unidos  | Ameris Bank Amphitheatre                |                  |             |  |
| 1 de julio de 2022          | Toronto                             | Canadá          | Budweiser Stage                         |                  |             |  |
| 2 de julio de 2022          | Toronto                             | Canadá          | Budweiser Stage                         |                  |             |  |
| 3 de julio de 2022          | Darien Center                       | Estados Unidos  | Lanke Amphitheatre                      |                  |             |  |
| 5 de julio de 2022          | Burgettstown                        | Estados Unidos  | The Pavilion at Star Lake               |                  |             |  |
| 6 de julio de 2022          | Cuyahoga Falls                      | Estados Unidos  | Blossom Music Center                    |                  |             |  |
| 8 de julio de 2022          | Milwaukee                           | Estados Unidos  | Summerfest                              |                  |             |  |
| 10 de julio de 2022         | Noblesville                         | Estados Unidos  | Ruoff Music Center                      |                  |             |  |
| 12 de julio de 2022         | Bristow                             | Estados Unidos  | Jiffy Lube Live                         |                  |             |  |
| 13 de julio de 2022         | Virginia Beach                      | Estados Unidos  | Veterans United Home Loans Amphitheater |                  |             |  |
| 14 de julio de 2022         | Camden                              | Estados Unidos  | BB&T Pavilion                           |                  |             |  |
| 16 de julio de 2022         | Wantagh                             | Estados Unidos  | Jones Beach Theater                     |                  |             |  |
| 17 de julio de 2022         | Hartford                            | Estados Unidos  | Xfinity Theatre                         |                  |             |  |
| 19 de julio de 2022         | Municipio de Holmdel (Nueva Jersey) | Estados Unidos  | PNC Bank Arts Center                    |                  |             |  |
| 20 de julio de 2022         | Mansfield (Massachusetts)           | Estados Unidos  | Xfinity Center                          |                  |             |  |
| 21 de julio de 2022         | Bangor (Maine)                      | Estados Unidos  | Maine Savings Amphitheater              |                  |             |  |
| 23 de julio de 2022         | Saratoga Springs                    | Estados Unidos  | Saratoga Performing Arts Center         |                  |             |  |
| 24 de julio de 2022         | Bethel (Nueva York)                 | Estados Unidos  | Bethel Woods Center for the Arts        |                  |             |  |
| 26 de julio de 2022         | Cincinnati                          | Estados Unidos  | Riverbend Music Center                  |                  |             |  |
| 28 de julio de 2022         | Clarkston                           | Estados Unidos  | DTE Energy Music Theatre                |                  |             |  |
| 29 de julio de 2022         | Tinley Park                         | Estados Unidos  | Hollywood Casino Amphitheatre           |                  |             |  |
| 30 de julio de 2022         | Maryland Heights (Misuri)           | Estados Unidos  | Hollywood Casino Amphitheatre           |                  |             |  |
| 2 de agosto de 2022         | Denver                              | Estados Unidos  | Fiddler's Green Amphitheatre            |                  |             |  |
| 4 de agosto de 2022         | West Valley City                    | Estados Unidos  | USANA Amphitheatre                      |                  |             |  |
| 6 de agosto de 2022         | Wheatland (California)              | Estados Unidos  | Toyota Amphitheatre                     |                  |             |  |
| 7 de agosto de 2022         | Mountain View                       | Estados Unidos  | Shoreline Amphitheatre                  |                  |             |  |
| 9 de agosto de 2022         | Concord                             | Estados Unidos  | Concord Pavilion                        |                  |             |  |
| 12 de agosto de 2022        | Auburn                              | Estados Unidos  | White River Amphitheatre                |                  |             |  |
| 19 de agosto de 2022        | Nampa                               | Estados Unidos  | Ford Idaho Center                       |                  |             |  |
| 21 de agosto de 2022        | Spokane                             | Estados Unidos  | Spokane Arena                           |                  |             |  |
| 22 de agosto de 2022        | Portland                            | Estados Unidos  | Moda Center                             |                  |             |  |
| 24 de agosto de 2022        | Vancouver                           | Canadá          | Pepsi Live at Rogers Arena              |                  |             |  |
| 26 de agosto de 2022        | Edmonton                            | Canadá          | Rogers Place                            |                  |             |  |
| 27 de agosto de 2022        | Saskatoon                           | Canadá          | SaskTel Centre                          |                  |             |  |
| 29 de agosto de 2022        | Winnipeg                            | Canadá          | Canada Life Centre                      |                  |             |  |
| 1 de septiembre de 2022     | Ottawa                              | Canadá          | Canadian Tire Centre                    |                  |             |  |
| 2 de septiembre de 2022     | Quebec City                         | Canadá          | Videotron Centre                        |                  |             |  |
| 3 de septiembre de 2022     | Montreal                            | Canadá          | Bell Centre                             |                  |             |  |
| 6 de septiembre de 2022     | Lexington                           | Estados Unidos  | Rupp Arena                              |                  |             |  |
| 8 de septiembre de 2022     | Nashville                           | Estados Unidos  | Bridgestone Arena                       |                  |             |  |
| 9 de septiembre de 2022     | Memphis                             | Estados Unidos  | FedEx Forum                             |                  |             |  |
| 11 de septiembre de 2022    | Sioux Falls                         | Estados Unidos  | Denny Sanford Premier Center            |                  |             |  |
| 13 de septiembre de 2022    | Wichita                             | Estados Unidos  | INTRUST Bank Arena                      |                  |             |  |
| 14 de septiembre de 2022    | Oklahoma City                       | Estados Unidos  | Chesapeake Energy Arena                 |                  |             |  |
| Etapa VII - Europa (2)      |                                     |                 |                                         |                  |             |  |
| 3 de octubre de 2022        | Lisboa                              | Portugal        | Altice Arena                            |                  |             |  |
| 4 de octubre de 2022        | Madrid                              | España          | WiZink Center                           |                  |             |  |
| 6 de octubre de 2022        | Barcelona                           | España          | Palau Sant Jordi                        |                  |             |  |
| 8 de octubre de 2022        | París                               | Francia         | Accor Arena                             |                  |             |  |
| 9 de octubre de 2022        | Ámsterdam                           | Países Bajos    | Ziggo Dome                              |                  |             |  |
| 10 de octubre de 2022       | Colonia                             | Alemania        | Lanxess Arena                           |                  |             |  |
| 12 de octubre de 2022       | Berlín                              | Alemania        | Mercedes-Benz Arena                     |                  |             |  |
| 13 de octubre de 2022       | Berlín                              | Alemania        | Mercedes-Benz Arena                     |                  |             |  |
| 15 de octubre de 2022       | Hannover                            | Alemania        | Zag Arena                               |                  |             |  |
| 17 de octubre de 2022       | Mannheim                            | Alemania        | SAP Arena                               |                  |             |  |
| 18 de octubre de 2022       | Mannheim                            | Alemania        | SAP Arena                               |                  |             |  |
| 20 de octubre de 2022       | Múnich                              | Alemania        | Olympiahalle                            |                  |             |  |
| 21 de octubre de 2022       | Múnich                              | Alemania        | Olympiahalle                            |                  |             |  |
| 22 de octubre de 2022       | Bolonia                             | Italia          | Unipol Arena                            |                  |             |  |
| 24 de octubre de 2022       | Hamburgo                            | Alemania        | Barclaycard Arena                       |                  |             |  |
| 25 de octubre de 2022       | Hamburgo                            | Alemania        | Barclaycard Arena                       |                  |             |  |
| 27 de octubre de 2022       | Zúrich                              | Suiza           | Hallenstadion                           |                  |             |  |
| 29 de octubre de 2022       | Krakow                              | Polonia         | Tauron Arena                            |                  |             |  |
| 30 de octubre de 2022       | Leipzig                             | Alemania        | QUARTERBACK Immobilien ARENA            |                  |             |  |
| 31 de octubre de 2022       | Colonia                             | Alemania        | Lanxess Arena                           |                  |             |  |
| 2 de noviembre de 2022      | Budapest                            | Hungría         | Budapest Sports Arena                   |                  |             |  |
| 4 de noviembre de 2022      | Dortmund                            | Alemania        | Westfalenhallen                         |                  |             |  |
| 6 de noviembre de 2022      | Londres                             | Reino Unido     | The O2 Arena                            |                  |             |  |
| 8 de noviembre de 2022      | Mánchester                          | Reino Unido     | Manchester Arena                        |                  |             |  |
| 10 de noviembre de 2022     | Antwerp                             | Bélgica         | Sportpaleis                             |                  |             |  |
| Etapa VIII - Sudamérica     |                                     |                 |                                         |                  |             |  |
| 25 de enero de 2023         | Curitiba                            | Brasil          | Pedreira Paulo Leminski                 |                  |             |  |
| 27 de enero de 2023         | Sao Paulo                           | Brasil          | Allianz Parque                          |                  |             |  |
| 28 de enero de 2023         | Sao Paulo                           | Brasil          | Allianz Parque                          |                  |             |  |
| 29 de enero de 2023         | Belo Horizonte                      | Brasil          | Esplanada Dos Ministerios               |                  |             |  |
| 1 de febrero de 2023        | Viña del Mar                        | Chile           | Estadio Sausalito                       |                  |             |  |
| Etapa IX- Asia (2)          |                                     |                 |                                         |                  |             |  |
| 14 de febrero de 2023       | Tokio                               | Japón           | Ariake Arena                            |                  |             |  |
| 15 de febrero de 2023       | Tokio                               | Japón           | Ariake Arena                            |                  |             |  |
| 16 de febrero de 2023       | Tokio                               | Japón           | Ariake Arena                            |                  |             |  |
| 18 de febrero de 2023       | Kaohsiung                           | Taiwán          | Kaohsiung Arena                         |                  |             |  |
| 20 de febrero de 2023       | Manila                              | Filipinas       | Mall Of Asia Arena                      |                  |             |  |
| 22 de febrero de 2023       | Singapur                            | Singapur        | Indoor Stadium                          |                  |             |  |
| Etapa X- Oceanía            |                                     |                 |                                         |                  |             |  |
| 25 de febrero de 2023       | Perth                               | Australia       | RAC Arena                               |                  |             |  |
| 28 de febrero de 2023       | Melbourne                           | Australia       | Rod Laver Arena                         |                  |             |  |
| 1 de marzo de 2023          | Melbourne                           | Australia       | Rod Laver Arena                         |                  |             |  |
| 4 de marzo de 2023          | Sídney                              | Australia       | Qudos Bank Arena                        |                  |             |  |
| 5 de marzo de 2023          | Sídney                              | Australia       | Qudos Bank Arena                        |                  |             |  |
| 8 de marzo de 2023          | Brisbane                            | Australia       | Entertainment Centre                    |                  |             |  |
| 11 de marzo de 2023         | Auckland                            | Nueva Zelanda   | Spark Arena                             |                  |             |  |
| Etapa XI- Hong Kong         |                                     |                 |                                         |                  |             |  |
| 14 de marzo de 2023         | Hong Kong                           | Hong Kong       | AsiaWorld-Arena                         |                  |             |  |
| 15 de marzo de 2023         | Hong Kong                           | Hong Kong       | AsiaWorld-Arena                         |                  |             |  |
| Etapa XII- Islandia         |                                     |                 |                                         |                  |             |  |
| 28 de abril de 2023         | Reikiavik                           | Islandia        | Laugardalshöll                          |                  |             |  |
| Etapa XIII- África y Asia   |                                     |                 |                                         |                  |             |  |
| 1 de mayo de 2023           | El Cairo                            | Egipto          | ZED East                                |                  |             |  |
| 4 de mayo de 2023           | Bombay                              | India           | JIO Gardens BKC                         |                  |             |  |
| 5 de mayo de 2023           | Delhi                               | India           | AIRIA Mall                              |                  |             |  |
| 7 de mayo de 2023           | Abu Dhabi                           | EAU             | Etihad Arena                            |                  |             |  |
| 9 de mayo de 2023           | Sakhir                              | Baréin          | Al Dana Amphitheater                    |                  |             |  |
| 11 de mayo de 2023          | Yidda                               | Arabia Saudita  | F1 Concert Zone                         |                  |             |  |
| 16 de mayo de 2023          | Ciudad del Cabo                     | Sudáfrica       | Grand Arena at GrandWest Casino         |                  |             |  |
| 17 de mayo de 2023          | Ciudad del Cabo                     | Sudáfrica       | Grand Arena at GrandWest Casino         |                  |             |  |
| 19 de mayo de 2023          | Pretoria                            | Sudáfrica       | Sun Bet Arena at Time Square Casino     |                  |             |  |
| 20 de mayo de 2023          | Pretoria                            | Sudáfrica       | Sun Bet Arena at Time Square Casino     |                  |             |  |
| Etapa XIV- Europa y Asia    |                                     |                 |                                         |                  |             |  |
| 13 de septiembre de 2024    | Hockenheim                          | Alemania        | Hockenheimring                          |                  |             |  |
| 23 de octubre de 2024       | Abu Dhabi                           | EAU             | Etihad Arena                            |                  |             |  |

## Cancelaciones y espectáculos reprogramados
| Fecha                    | Ciudad          | País           | Recinto                                 | Reprogramación o Cancelación                                                              |
| ------------------------ | --------------- | -------------- | --------------------------------------- | ----------------------------------------------------------------------------------------- |
| 18 de agosto de 2019     | Hershey         | Estados Unidos | Hershey Park Stadium                    | Reprogramado el 16 de septiembre de 2019 debido a la evacuación de tormentas eléctricas   |
| 12 de octubre de 2019    | Saitama         | Japón          | Saitama Super Arena                     | Cancelado debido al Tifón Hagibis                                                         |
| 13 de octubre de 2019    | Saitama         | Japón          | Saitama Super Arena                     | Cancelado debido al Tifón Hagibis                                                         |
| 15 de marzo de 2020      | Sao Paulo       | Brasil         | Allianz Parque                          | Reprogramado para el 2023 debido a la Pandemia de enfermedad por coronavirus de 2019-2020 |
| 16 de mayo de 2020       | Auckland        | Nueva Zelanda  | Spark Arena                             | Reprogramado para el 2023 debido a la Pandemia de enfermedad por coronavirus de 2019-2020 |
| 20 de mayo de 2020       | Brisbane        | Australia      | Brisbane Entertainment Centre           | Reprogramado para el 2023 debido a la Pandemia de enfermedad por coronavirus de 2019-2020 |
| 22 de mayo de 2020       | Sídney          | Australia      | Qudos Bank Arena                        | Reprogramado para el 2023 debido a la Pandemia de enfermedad por coronavirus de 2019-2020 |
| 23 de mayo de 2020       | Sídney          | Australia      | Qudos Bank Arena                        | Reprogramado para el 2023 debido a la Pandemia de enfermedad por coronavirus de 2019-2020 |
| 26 de mayo de 2020       | Melbourne       | Australia      | Rod Laver Arena                         | Reprogramado para el 2023 debido a la Pandemia de enfermedad por coronavirus de 2019-2020 |
| 27 de mayo de 2020       | Melbourne       | Australia      | Rod Laver Arena                         | Reprogramado para el 2023 debido a la Pandemia de enfermedad por coronavirus de 2019-2020 |
| 30 de mayo de 2020       | Perth           | Australia      | RAC Arena                               | Reprogramado para el 2023 debido a la Pandemia de enfermedad por coronavirus de 2019-2020 |
| 10 de julio de 2020      | Wantagh         | Estados Unidos | Northwell Health at Jones Beach Theater | Reprogramado para el 2022 debido a la Pandemia de enfermedad por coronavirus de 2019-2020 |
| 13 de julio de 2020      | Holmdel         | Estados Unidos | PNC Banks Arts Center                   | Reprogramado para el 2022 debido a la Pandemia de enfermedad por coronavirus de 2019-2020 |
| 16 de julio de 2020      | Camdem          | Estados Unidos | BB&T Pavilion                           | Reprogramado para el 2022 debido a la Pandemia de enfermedad por coronavirus de 2019-2020 |
| 18 de julio de 2020      | Hartford        | Estados Unidos | Xfinity Theatre                         | Reprogramado para el 2022 debido a la Pandemia de enfermedad por coronavirus de 2019-2020 |
| 19 de julio de 2020      | Virginia Beach  | Estados Unidos | Veterans United Home Loans Amphitheater | Reprogramado para el 2022 debido a la Pandemia de enfermedad por coronavirus de 2019-2020 |
| 21 de julio de 2020      | Bristow Cove    | Estados Unidos | Jiffy Lube Live                         | Reprogramado para el 2022 debido a la Pandemia de enfermedad por coronavirus de 2019-2020 |
| 23 de julio de 2020      | Clarkston       | Estados Unidos | DTE Energy Music Theatre                | Reprogramado para el 2022 debido a la Pandemia de enfermedad por coronavirus de 2019-2020 |
| 24 de julio de 2020      | Burgettstown    | Estados Unidos | KeyBank Pavilion                        | Reprogramado para el 2022 debido a la Pandemia de enfermedad por coronavirus de 2019-2020 |
| 25 de julio de 2020      | Darien Center   | Estados Unidos | Darien Lanke Amphitheatre               | Reprogramado para el 2022 debido a la Pandemia de enfermedad por coronavirus de 2019-2020 |
| 27 de julio de 2020      | Lexington       | Estados Unidos | Rupp Arena                              | Reprogramado para el 2022 debido a la Pandemia de enfermedad por coronavirus de 2019-2020 |
| 28 de julio de 2020      | Cuyahoga Falls  | Estados Unidos | Blossom Music Center                    | Reprogramado para el 2022 debido a la Pandemia de enfermedad por coronavirus de 2019-2020 |
| 31 de julio de 2020      | Indianápolis    | Estados Unidos | Ruoff Home Mortgage Music Center        | Reprogramado para el 2022 debido a la Pandemia de enfermedad por coronavirus de 2019-2020 |
| 1 de agosto de 2020      | Chicago         | Estados Unidos | Hollywood Casino Amphitheatre           | Reprogramado para el 2022 debido a la Pandemia de enfermedad por coronavirus de 2019-2020 |
| 2 de agosto de 2020      | Saint Louis     | Estados Unidos | Hollywood Casino Amphitheatre           | Reprogramado para el 2022 debido a la Pandemia de enfermedad por coronavirus de 2019-2020 |
| 4 de agosto de 2020      | Sioux Falls     | Estados Unidos | Denny Sanford Premier Center            | Reprogramado para el 2022 debido a la Pandemia de enfermedad por coronavirus de 2019-2020 |
| 7 de agosto de 2020      | Sponake         | Estados Unidos | Sponake Arena                           | Reprogramado para el 2022 debido a la Pandemia de enfermedad por coronavirus de 2019-2020 |
| 8 de agosto de 2020      | Auburn          | Estados Unidos | White River Amphitheatre                | Reprogramado para el 2022 debido a la Pandemia de enfermedad por coronavirus de 2019-2020 |
| 9 de agosto de 2020      | Vancouver       | Canadá         | Pepsi Live at Rogers Arena              | Reprogramado para el 2022 debido a la Pandemia de enfermedad por coronavirus de 2019-2020 |
| 11 de agosto de 2020     | Idaho           | Estados Unidos | Ford Idaho Center Arena                 | Reprogramado para el 2022 debido a la Pandemia de enfermedad por coronavirus de 2019-2020 |
| 12 de agosto de 2020     | Salt Lake City  | Estados Unidos | USANA Amphitheatre                      | Reprogramado para el 2022 debido a la Pandemia de enfermedad por coronavirus de 2019-2020 |
| 14 de agosto de 2020     | Concord         | Estados Unidos | Concord Pavilion                        | Reprogramado para el 2022 debido a la Pandemia de enfermedad por coronavirus de 2019-2020 |
| 15 de agosto de 2020     | Mountain View   | Estados Unidos | Shoreline Amphitheatre                  | Reprogramado para el 2022 debido a la Pandemia de enfermedad por coronavirus de 2019-2020 |
| 16 de agosto de 2020     | Wheatland       | Estados Unidos | Toyota Amphitheatre                     | Reprogramado para el 2022 debido a la Pandemia de enfermedad por coronavirus de 2019-2020 |
| 19 de agosto de 2020     | Englewood       | Estados Unidos | Fiddler's Green Amphitheatre            | Reprogramado para el 2022 debido a la Pandemia de enfermedad por coronavirus de 2019-2020 |
| 21 de agosto de 2020     | Wichita         | Estados Unidos | INTRUST Bank Arena                      | Reprogramado para el 2022 debido a la Pandemia de enfermedad por coronavirus de 2019-2020 |
| 22 de agosto de 2020     | Oklahoma City   | Estados Unidos | Chesapeake Energy Arena                 | Reprogramado para el 2022 debido a la Pandemia de enfermedad por coronavirus de 2019-2020 |
| 23 de agosto de 2020     | Rogers          | Estados Unidos | Walmart AMP                             | Reprogramado para el 2022 debido a la Pandemia de enfermedad por coronavirus de 2019-2020 |
| 11 de septiembre de 2020 | Saratoga Spring | Estados Unidos | Sponake Arena                           | Reprogramado para el 2022 debido a la Pandemia de enfermedad por coronavirus de 2019-2020 |
| 12 de septiembre de 2020 | Mansfield       | Estados Unidos | Sponake Arena                           | Reprogramado para el 2022 debido a la Pandemia de enfermedad por coronavirus de 2019-2020 |
| 15 de septiembre de 2020 | Quebec City     | Canadá         | Videotron Centre                        | Reprogramado para el 2022 debido a la Pandemia de enfermedad por coronavirus de 2019-2020 |
| 16 de septiembre de 2020 | Montreal        | Canadá         | Bell Centre                             | Reprogramado para el 2022 debido a la Pandemia de enfermedad por coronavirus de 2019-2020 |
| 18 de septiembre de 2020 | Toronto         | Canadá         | Budweiser Stage                         | Reprogramado para el 2022 debido a la Pandemia de enfermedad por coronavirus de 2019-2020 |
| 19 de septiembre de 2020 | Toronto         | Canadá         | Budweiser Stage                         | Reprogramado para el 2022 debido a la Pandemia de enfermedad por coronavirus de 2019-2020 |
| 21 de septiembre de 2020 | Raleigh         | Estados Unidos | Walnut Creek Amphitheatre               | Reprogramado para el 2022 debido a la Pandemia de enfermedad por coronavirus de 2019-2020 |
| 22 de septiembre de 2020 | Charlotte       | Estados Unidos | PNC Music Pavilion                      | Reprogramado para el 2022 debido a la Pandemia de enfermedad por coronavirus de 2019-2020 |
| 23 de septiembre de 2020 | Alpharetta      | Estados Unidos | Ameris Bank Amphitheatre                | Reprogramado para el 2022 debido a la Pandemia de enfermedad por coronavirus de 2019-2020 |
| 25 de septiembre de 2020 | Jacksonville    | Estados Unidos | Vystar Veterans Memorial Arena          | Reprogramado para el 2022 debido a la Pandemia de enfermedad por coronavirus de 2019-2020 |
| 26 de septiembre de 2020 | West Palm Beach | Estados Unidos | iTHINK Financial Amphitheatre           | Reprogramado para el 2022 debido a la Pandemia de enfermedad por coronavirus de 2019-2020 |
| 27 de septiembre de 2020 | Tampa           | Estados Unidos | MidFlorida Credit Union Amphitheatre    | Reprogramado para el 2022 debido a la Pandemia de enfermedad por coronavirus de 2019-2020 |
| 30 de septiembre de 2020 | Irving          | Estados Unidos | Toyota Music Factory                    | Reprogramado para el 2022 debido a la Pandemia de enfermedad por coronavirus de 2019-2020 |
| 2 de octubre de 2020     | The Woodlands   | Estados Unidos | Budweiser Stage                         | Reprogramado para el 2022 debido a la Pandemia de enfermedad por coronavirus de 2019-2020 |
| 4 de octubre de 2020     | Albuquerque     | Estados Unidos | Budweiser Stage                         | Reprogramado para el 2022 debido a la Pandemia de enfermedad por coronavirus de 2019-2020 |
| 6 de octubre de 2020     | Phoenix         | Estados Unidos | AK-Chin Pavilion                        | Reprogramado para el 2022 debido a la Pandemia de enfermedad por coronavirus de 2019-2020 |
| 7 de octubre de 2020     | Chula Vista     | Estados Unidos | North Island Credit Union Amphitheatre  | Reprogramado para el 2022 debido a la Pandemia de enfermedad por coronavirus de 2019-2020 |
| 9 de octubre de 2020     | Los Ángeles     | Estados Unidos | Hollywood Bowl                          | Reprogramado para el 2022 debido a la Pandemia de enfermedad por coronavirus de 2019-2020 |
| 13 de mayo de 2023       | Tel Aviv        | Israel         | Live Park                               | Cancelado debido a los Enfrentamientos entre Israel y la Franja de Gaza de 2023           |